# Limestone Creek (Florida)
Limestone Creek ist  ein census-designated place (CDP) im Palm Beach County im US-Bundesstaat Florida. Das U.S. Census Bureau hat bei der Volkszählung 2020 eine Einwohnerzahl von 1.316 ermittelt.

## Geographie
Limestone Creek wird vom Stadtgebiet Jupiters umschlossen und liegt rund 25 km nördlich von West Palm Beach.

## Demographische Daten
Laut der Volkszählung 2010 verteilten sich die damaligen 1014 Einwohner auf 292 Haushalte. Die Bevölkerungsdichte lag bei 845,0 Einw./km². 23,3 % der Bevölkerung bezeichneten sich als Weiße, 61,8 % als Afroamerikaner, 0,7 % als Indianer und 1,4 % als Asian Americans. 9,5 % gaben die Angehörigkeit zu einer anderen Ethnie und 3,4 % zu mehreren Ethnien an. 18,4 % der Bevölkerung bestand aus Hispanics oder Latinos.
Im Jahr 2010 lebten in 58,7 % aller Haushalte Kinder unter 18 Jahren sowie 15,0 % aller Haushalte Personen mit mindestens 65 Jahren. 81,5 % der Haushalte waren Familienhaushalte (bestehend aus verheirateten Paaren mit oder ohne Nachkommen bzw. einem Elternteil mit Nachkomme). Die durchschnittliche Größe eines Haushalts lag bei 3,55 Personen und die durchschnittliche Familiengröße bei 3,79 Personen.
38,1 % der Bevölkerung waren jünger als 20 Jahre, 30,7 % waren 20 bis 39 Jahre alt, 23,9 % waren 40 bis 59 Jahre alt und 7,5 % waren mindestens 60 Jahre alt. Das mittlere Alter betrug 29 Jahre. 51,3 % der Bevölkerung waren männlich und 48,7 % weiblich.
Das durchschnittliche Jahreseinkommen lag bei 50.571 $, dabei lebten 7,0 % der Bevölkerung unter der Armutsgrenze.
Im Jahr 2000 war englisch die Muttersprache von 100 % der Bevölkerung.